# جشنواره فیلم کن ۱۹۹۵
چهل و هشتمین دوره جشنواره فیلم کن در این دوره نخل طلا به فیلمی از کشور یوگسلاوی سابق رسید. زیرزمین (فیلم ۱۹۹۵) امیر کوستوریتسا توانست در بخش مسابقه مهترین جایزه جشنواره کن را تصاحب کند. دوربین زرین نیز به بادکنک سفید جعفر پناهی رسید. این اولین بار است که یک ایرانی یکی از جوایز جشنواره کن را می‌برد. هلن میرن هم برای جنون شاه جرج برنده بهترین بازیگر نقش اول زن می‌شود.
نقطه برجسته این جشنواره، اجرا خوانندهٔ ونسا پارادی برای ادای احترام به ژن مورو بود.

## هیئت داوران

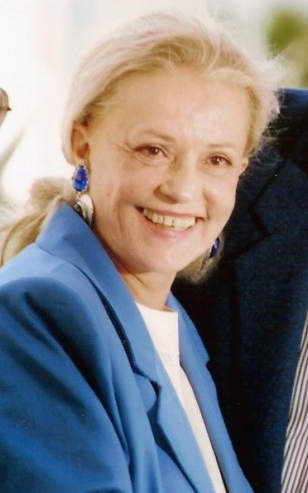
ژن مورو، رئیس هیئت داوران

- ژن مورو
- جانی آملیو
- ژان-کلود برایلی
- نادین گوردیمر
- Emilio Garcia Riera
- فیلیپ روسلوت
- جان واترز
- Mariya Zvereva

## مسابقه
فیلم‌های زیر برای بخش مسابقه انتخاب شده‌اند:
- فرشتگان و حشرات - Philip Haas
- Between the Devil and the Deep Blue Sea - Marion Hänsel
- فراسوی رانگون - جان بورمن
- کرینگتون - کریستوفر همپتون
- مرد مرده - جیم جارموش
- یادت نرود داری می‌میری - زاویه بووا
- اد وود (فیلم) - تیم برتون
- Hǎonán hǎonǚ - هو شیائو-شین
- داستان‌هایی از کرونن - مونچو آرمنداریس
- جفرسون در پاریس - جیمز ایوری (کارگردان)
- بچه‌ها (فیلم) - لری کلارک
- عشق پردردسر - ماریو مارتونه
- La Cité des enfants perdus - مارک کارو، ژان-پیر ژونه
- نفرت (فیلم ۱۹۹۵) - متیو کاسوویتس
- Land and Freedom - کن لوچ
- O Convento - مانوئل دی الیویرا
- سناتور حلزون‌ها - میرچئا دانلیوک
- Sharaku - ماساهیرو شینودا
- جنون شاه جرج - نیکلاس هایتنر
- کتاب مقدس نئونی (فیلم) - ترنس دیویس
- نگاه خیره اولیس - تئو آنگلوپولوس
- زیرزمین (فیلم ۱۹۹۵) - امیر کوستوریتسا
- Waati - سلیمان سیسه
- مثلث شانگهای - ژانگ ییمو

## برندگان

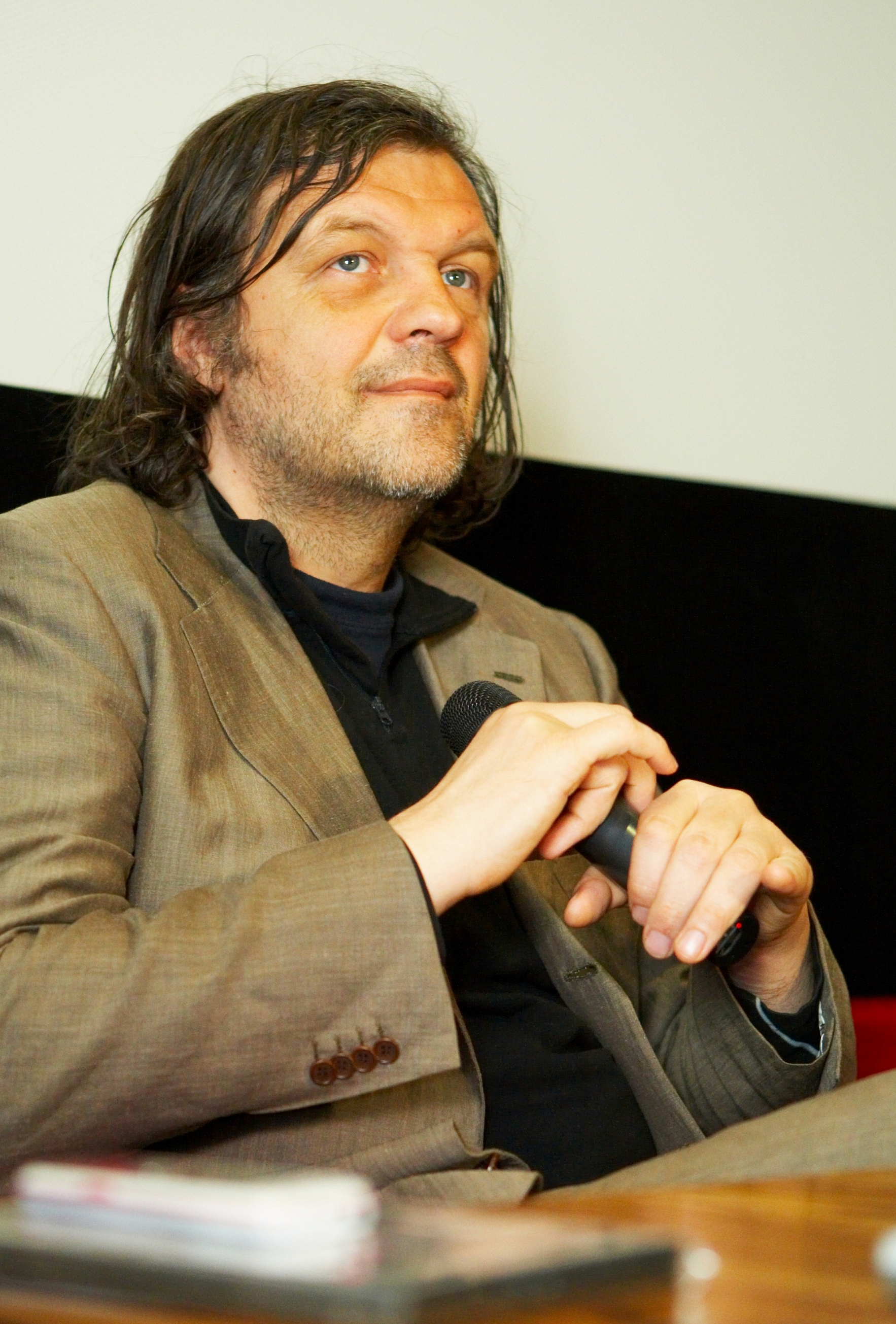
امیر کوستوریتسا، برنده نخل طلا

- نخل طلا: زیرزمین (فیلم ۱۹۹۵) - امیر کوستوریتسا
- جایزه بزرگ (جشنواره فیلم کن): نگاه خیره اولیس - تئو آنگلوپولوس
- جایزه هیئت داوران جشنواره فیلم کن: یادت نرود داری می‌میری - زاویه بووا
- Jury Special Prize: کرینگتون - کریستوفر همپتون
- جایزه بهترین بازیگر مرد جشنواره فیلم کن: جاناتان پرایس برای کرینگتون
- جایزه بهترین بازیگر زن جشنواره فیلم کن: هلن میرن برای جنون شاه جرج
- جایزه بهترین کارگردان جشنواره فیلم کن: متیو کاسوویتس برای نفرت (فیلم ۱۹۹۵)
- نخل طلایی فیلم کوتاه: Gagarin - Alexij Kharitidi
- دوربین زرین: بادکنک سفید - جعفر پناهی